# 長沼由里子
長沼由里子（ながぬま ゆりこ、1957年5月16日 - ）は、東京生まれのヴァイオリン奏者。
宗倫安、久保田良作に師事。桐朋女子高等学校を卒業後、フランス政府給費留学生としてパリ国立音楽院に留学し、ミシェル・オークレール、ジュヌーゲィェヴ・ジョワに師事。卒業後、ソリストとして活動。1990年、アンサンブル・カールシュターミッツのソロヴァィオリニストを務める。パリ在住。

## コンクール歴等
- 1979年　パガニーニ国際コンクールで第2位
- 1981年　ロン＝ティボー国際コンクールで第3位、メンデルスゾーン賞。
- 1982年　インディアナポリス国際ヴァイオリン・コンクールで入賞。
- 1983年　ボルドー音楽祭で金メダル、グランプリを受賞。モントリオール国際コンクールで第3位。